# Georg Wiarda
Georg Jakob Wiarda (Magdeburgo, 12 de abril de 1889 — Stuttgart, 23 de março de 1971) foi um matemático e enxadrista alemão.

## Vida
Após o Abitur em 1909 Wiarda estudou em Berlim e Marburg. Em 1915 obteve um doutorado na Universidade de Marburgo com a tese Über gewisse Integralgleichungen erster Art, besonders aus dem Gebiete der Potentialtheorie.
Em 1921 foi professor da Universidade Técnica de Dresden, sendo em 1935 chamado para ser professor ordinário da Universidade de Stuttgart. Assinou a Declaração dos Professores Alemães por Adolf Hitler.

## Publicações selecionadas
- Palitzsch, Friedrich e Wiarda, Georg: Am sprudelnden Schachquell. Band 1: Festschrift des Dresdner Schachvereins 1876-1926. Band 2: Jubiläums-Schachkongress zu Dresden 1926, Berlin und Leipzig, de Gruyter, 1926
- Capablanca, José Raoul: Grundzüge der Schachstrategie. Autorisierte deutsche Übersetzung von Georg Wiarda. de Gruyter, Berlin, Leipzig, 1927
- Znosko-Borovsky, Eugène A.: So darfst du nicht Schach spielen! Autorisierte Übersetzung von Georg Wiarda. Hedewig's Nachfolger, Leipzig, 1932
- Wiarda, Georg: Planimetrische Teilungsaufgaben. Mentor-Verlag, Berlin-Schöneberg, 1922.
- Wiarda, Georg: Beiträge zur Theorie der Laguerreschen Polynome und zum Summationsproblem von Orthogonalsystemen. de Gruyter, Bremen, 1924.
- Wiarda, Georg: Integralgleichungen unter besonderer Berücksichtigung der Anwendungen. B. G. Teubner, Leipzig, 1930.
- Wiarda, Georg: Höhere Mathematik und Technische Mechanik für Bauingenieure. Wittwer, Stuttgart, 1951 und 1953.